# Mycetophila carruthi
Mycetophila carruthi är en tvåvingeart som beskrevs av Shaw 1951. Mycetophila carruthi ingår i släktet Mycetophila och familjen svampmyggor. Inga underarter finns listade i Catalogue of Life.